# Euaontia semirufa
Euaontia semirufa là một loài bướm đêm trong họ Noctuidae.